# 小行星997
小行星997（997 Priska）是一颗围绕太阳公转的小行星。
該小行星以發現者卡爾·威廉·萊茵姆特在曆書《Der Lahrer hinkende Bote》中選擇的女性人名普里斯卡（Priska）命名。

## 参数
这颗小行星的绝对星等为12.00等，自转周期为16.22小时。